# Izeda
Izeda ist ein Ort und eine ehemalige Gemeinde (Freguesia) im portugiesischen Kreis Bragança. Die Gemeinde hatte 1006 Einwohner (Stand 30. Juni 2011).
Am 29. September 2013 wurden die Gemeinden Izeda, Calvelhe und Paradinha Nova zur neuen Gemeinde União das Freguesias de Izeda, Calvelhe e Paradinha Nova zusammengeschlossen. Izeda ist Sitz dieser neu gebildeten Gemeinde.